# Озтуна, Эргун
Эргун Озтуна (тур. Ergun Öztuna; род. 16 августа 1937 — 24 мая 2023) — турецкий футболист и футбольный тренер, играл на позиции нападающего.

## Биография

### Игровая карьера
Озтуна начинал карьеру в «Каршияке» в возрасте 16 лет, за который играл в течение трёх сезонов. В 1956 году перешёл в «Фенербахче», в составе которого отыграл семь сезонов. В 1959 году Озтуна забил первый гол «Фенербахче» в Турецкой Суперлиге. За эти годы в составе «жёлтых канареек» были выиграны два чемпионата Стамбульской лиги и два чемпионских титула. Болельщики «Фенербахче» прозвали его «Пушкаш» из-за высокой игровой техники.
Он также играл за «Бурсаспор», «Ризеспор» и в Австрии за «Аустрию Клагенфурт». У него был три игровых периода в «Каршияке», в который он затем два раза возвращался. С «Фенербахче» выиграл третий чемпионский титул в 1965 году. Завершил игровую карьеру в 1971 году из-за постоянных травм и серьёзных операций.

### Тренерская карьера
Входил в тренерский штаб сборной Турции и «Фенербахче».

### Смерть
Скончался 24 мая 2023 года в возрасте 85 лет.

## Достижения
«Фенербахче»
- Чемпион Турции (3): 1959, 1960/61, 1964/65
- Чемпион Стамбульской лиги (2): 1956/57, 1958/59